# Aleksei Jemtxújnikov
Aleksei Jemtxújnikov   (Potxep, 11 de febrer de 1821 (Julià) - Tambov, 25 de març de 1908 (Julià)), nom complet amb patronímic Aleksei Mikhàilovitx Jemtxújnikov, rus: Алексе́й Миха́йлович Жемчу́жников, fou un poeta líric rus, satíric i humorista. És un dels creadors de la imatge de Kozmà Prutkov.

## Biografia
Aleksei Jemtxújnikov va néixer a Potxep, gubèrnia de Txernígov (en l'actualitat óblast de Briansk), i era fill del senador Mikhaïl Jemtxújnikov (1788—1865) i Olga Peróvskaia (1799—1833), germana de la mare d'Aleksei Konstantínovitx Tolstoi (per tant, cosí d'aquest). Un altre escriptor ben conegut, Antoni Pogorelski, era el seu nebot.
Fins als catorze anys, Aleksei va romandre a casa, rebent educació privada. El 1835, després d'una breu estada al primer gymnasium de Sant Petersburg, es va incorporar a l'Escola Imperial de Jurisprudència, de la qual el Príncep d'Oldenburg n'era fiduciari. Va ser "el conjunt d'ideals i honorables aspiracions" que va aconseguir en aquesta universitat els que foren la base de la seva perspectiva i filosofia de vida.
Després de la seva graduació en 1841, Jemtxújnikov es va unir al Senat rus com a funcionari; el 1847 es va traslladar al Ministeri de Justícia i el 1849 a la Cancelleria de l'Estat, tot i que va sofrir molt per la "rutina mecànica estúpida" d'aquestes oficines. Cercà consol en part en els plaers frívols de la societat, però cada vegada més en exercicis literaris i nombrosos cercles intel·lectuals, inclòs el de Mikhaïl Petraixevski.
Al final de la dècada del 1840 Aleksei Jemtxújnikov, juntament amb els seus germans Vladímir i Aleksandr, així com Aleksei K. Tolstoi, van crear el personatge de Kozmà Prutkov, que aviat es va fer famós. "Fantasia", rus: Фантазия Fantàzia, una comèdia que co-va escriure amb Tolstoi, es va estrenar el 8 de gener de 1851 i fou un fracàs espectacular. Nikolau I va abandonar el teatre de manera ostensible, indignat "amb l'absurd del que està passant a l'escenari", i l'obra es va prohibir ràpidament. No gaire abans d'això, en 1850, Aleksei Jemtxújnikov va debutar en el número de febrer de Sovreménnik amb la seva pròpia comèdia Estranya nit, rus: Странная ночь Strànnaia notx. En 1852 va aparèixer una altra comèdia seva, "El boig", rus: Cумасшедший Sumasxedxi a Sovreménnik (n. 11). A la dècada de 1850, els seus poemes van ser publicats per les revistes Svistok, rus: Свисток ("El xiulet"), Annals de la pàtria, Biblioteka dlia txténia i Iskra. L'1 de gener de 1858, Jemtxújnikov va abandonar el servei estatal i va començar a gaudir de "llibertat privada total", amb sorprenents amistats com ara Serguei Aksàkov, Ivan Turguénev, Vladímir Odóievski i Fiódor Tiúttxev, entre d'altres.
La crisi creativa va fer que Jemtxújnikov (que considerava que començava a convertir-se en un tipus de poeta sub-Nekràssov) deixés d'escriure, abandonés la capital i es traslladés primer a Kaluga, i després a Moscou. Des de mitjans dels anys 1860 va viure majoritàriament a Europa - Alemanya, Suïssa, Itàlia i el sud de França. A finals de la dècada de 1860 va tornar a la literatura i va començar a contribuir novament amb Annals de la pàtria. Una altra llarga llacuna llarga en la carrera d'Aleksei Jemtxújnikov va ser causada per la malaltia de la seva dona Ielizaveta, que va morir el 1875. En els anys 1880 va començar a publicar poemes, principalment a Vestnik Evropy, una revista la redacció i els autors de la qual va tenir relacions amistoses amb. El 1892, a Sant Petersburg, va aparèixer el primer volum (d'un total de dos) de Poemes selectes d'Aleksei Jemtxújnikov, i va ser guardonat amb l'incentiu del Premi Puixkin el 1893

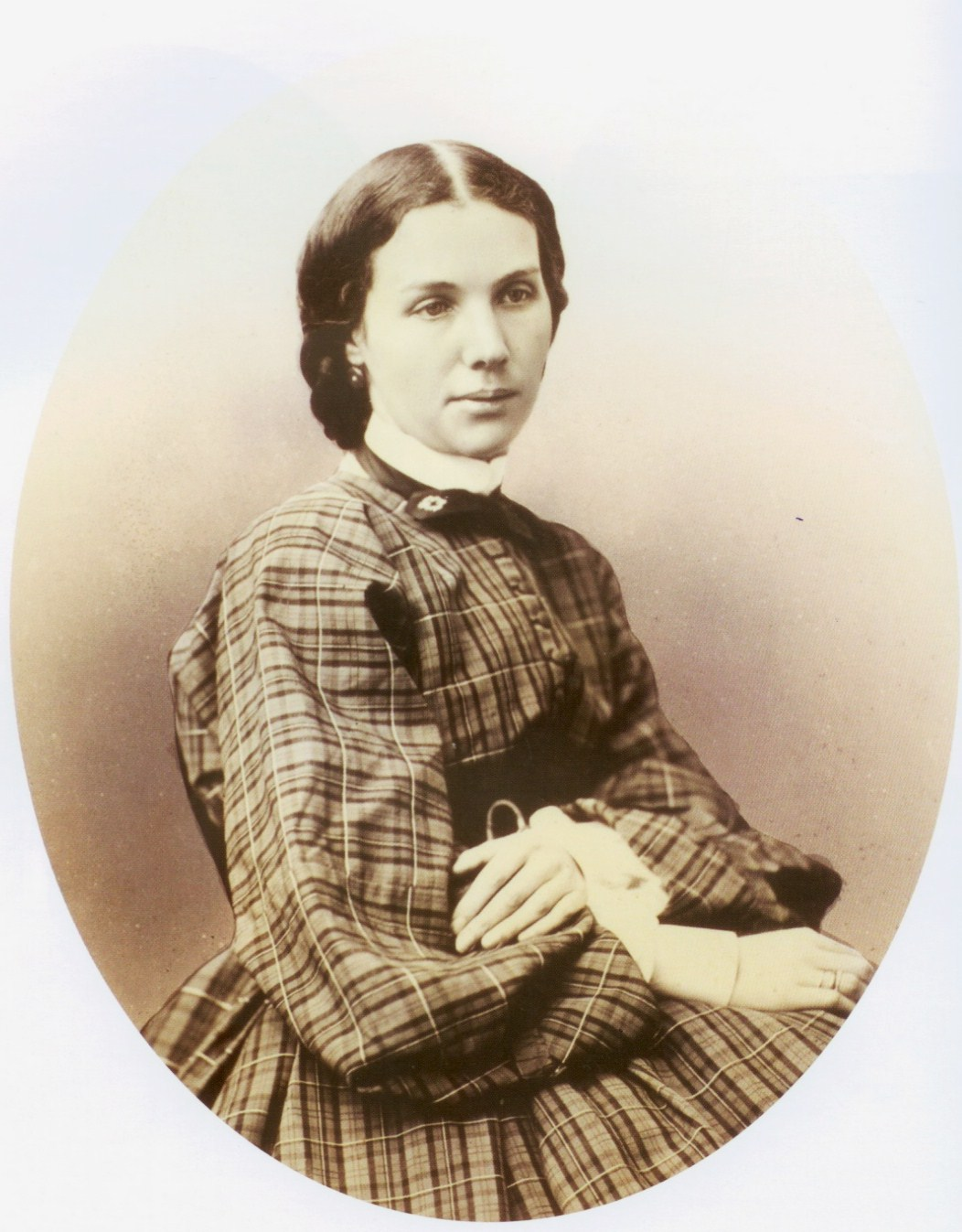
Ielizabeta Alekséievna Diakova, muller de Jemtxújnikov

De tornada a Rússia, va viure principalment a Tambov i ala gubèrnia de Tambov, a la finca del seu cunyat Mikhaïl Baratinski (parent del poeta Ievgueni Baratinski).
Una altra col·lecció, aclamada per la crítica, "Cançons de la vellesa", rus: Песни старости Pesni stàrosti, 1900), va fer de Jemtxújnikov un dels autors més respectats de Rússia a principis del segle xix. El 1899 esdevingué membre honorari de la Societat d'amants de la literatura russa i el 1900 membre honorari de l'Acadèmia de Sant Petersburg.
Aleksei Mikhàilovitx Jemtxújnikov va morir a Tambov el 1908.

## Vida privada
El 1858 Aleksei Jemtxújnikov es va casar amb Ielizaveta Diakova (1833-1875), una filla del coronel Aleksei Dyakov (1790-1837) i la baronessa Maria D'Alheim (d. 1833). Van tenir quatre fills: Olga (1859-1920), Lídia (1860-1887), Anastàsia i Vladímir.